# SeaWorld
SeaWorld är en kedja med marina temaparker som finns på tre platser i USA; Orlando (28°24′40″N 81°27′40″V / 28.41111°N 81.46111°V), San Diego (32°45′56″N 117°13′33″V / 32.76556°N 117.22583°V) samt San Antonio (29°27′27″N 98°41′55″V / 29.45750°N 98.69861°V). 
I SeaWorld-parkerna finns bland annat uppvisningar med späckhuggare, sjölejon och delfiner men också åkattraktioner till exempel berg- och dalbanor.

## Bakgrund
Parkernas mest kända invånare är späckhuggare vars artistnamn under uppvisningarna är Shamu. Den ursprungliga Shamu tillhörde J-, K- eller L-flocken och hon fångades den 31 oktober 1965 och dog den 23 augusti 1971. Hon levde på SeaWorld San Diego, Kalifornien. Namnet Shamu kommer från späckhuggaren Namu och "she" (hona), och betyder alltså "Namus hona". Det finns flera Shamu, och en annan var mer känd som Dzul-ha, en hane fångad på Island i juli 1979, och han dog 1983 på Aquarama on Parade, Mexiko.
Parkerna ägs av Anheuser-Busch, mest kända för ölbryggerier, men de äger även nio temaparker. SeaWorld är en välbesökt temapark och djuren har använts till att spela in ett flertal filmer.
Det finns motsättningar av bruket av späckhuggare i underhållningssyfte. Ett antal olyckor har inträffat där personal avlidit i arbetet med djuren.
Deras behandling av späckhuggare blev kraftigt kritiserat i dokumentärfilmen Blackfish som avslöjar behandlingen av djuren.